# 4.2千年事件
4.2千年事件是全新世一次非常严重的干旱事件，影响了许多文明的突变。该事件开始于4200年前，即公元前2200年，持续了整个公元前22世纪。 这一事件很可能导致了古埃及的古王国以及美索不达米亚的阿卡德帝国的结束。干旱也引发了印度河流域文明向東南方向的下游迁移。

## 证据
北非，中东，红海，阿拉伯半岛，印度次大陆以及中美洲等地区都留下了4.2千年前的强烈干旱的痕迹。加拿大西部的山岳冰川在此时也向外扩展了。证据也存在于意大利山洞的流石以及安第斯山脈的冰川。
美索不达米亚的干旱与北大西洋的变冷事件“Bond event 3”对应。

## 后果

### 古埃及
古王国的下尼罗河洪水周期的异常，可能导致了中央政府的突然崩溃。饥荒、社会混乱、分裂持续了数十年，直到古埃及文明被第十一王朝的曼图霍特普二世重新统一，各地逐渐恢复了司法、灌溉与社会秩序。

### 美索不达米亚
美索不达米亚的严重干旱导致了水系水量减少了一半。底格里斯河与幼发拉底河的水来自于高海拔地区的地中海方向来的降水。 
阿卡德帝国，在公元前24世纪衍生于两河流域的世界上第二个统一帝国，被广泛的、持续了数个世纪的干旱带入了低潮。考古证据记录了北美索不达米亚广泛的农业平原被抛荒以及公元前2170年涌入南美索不达米亚的难民潮。一道180公里长的墙，在中美索不达米亚建起以阻止游牧部族亞摩利人入侵南部。公元前2150年，定居在札格羅斯山脈的库提人击败了士气沮丧的阿卡德军队，占据了阿卡德并在公元前2115年摧毁了它。在公元前第3个千年结束之际近东出现了广泛的农业衰退。
公元前1900年，北部平原出现了小型的定居点，在文明崩溃3个世纪以后。

### 阿拉伯半岛
波斯湾地区出现了定居风格的突然改变，陶器与坟墓的风格都变了。公元前22世纪，干旱导致了Umm al-Nar时期的结束，转变为Wadi Suq时期。

### 中国
干旱可能导致了中国中部的新石器文化在公元前第3个千年末期的解体。在沂沭河盆地，繁盛的龙山文化遭到寒冷事件的打击，稻谷短缺甚至种子都不够用。自然资源的匮乏导致了当时人口下降以及现代的考古发掘点的减少。大约4000年前，龙山文化被更为简单、原始、粗糙的岳石文化取代。长江流域的良渚文明也在同一时期衰退。

### 其他地区
日本列岛的三内丸山遗址在此时期也观察到了衰退迹象，绳纹文化不断增长的人口在此之后逐渐转为减少。